# Enter Technikwelt Solothurn

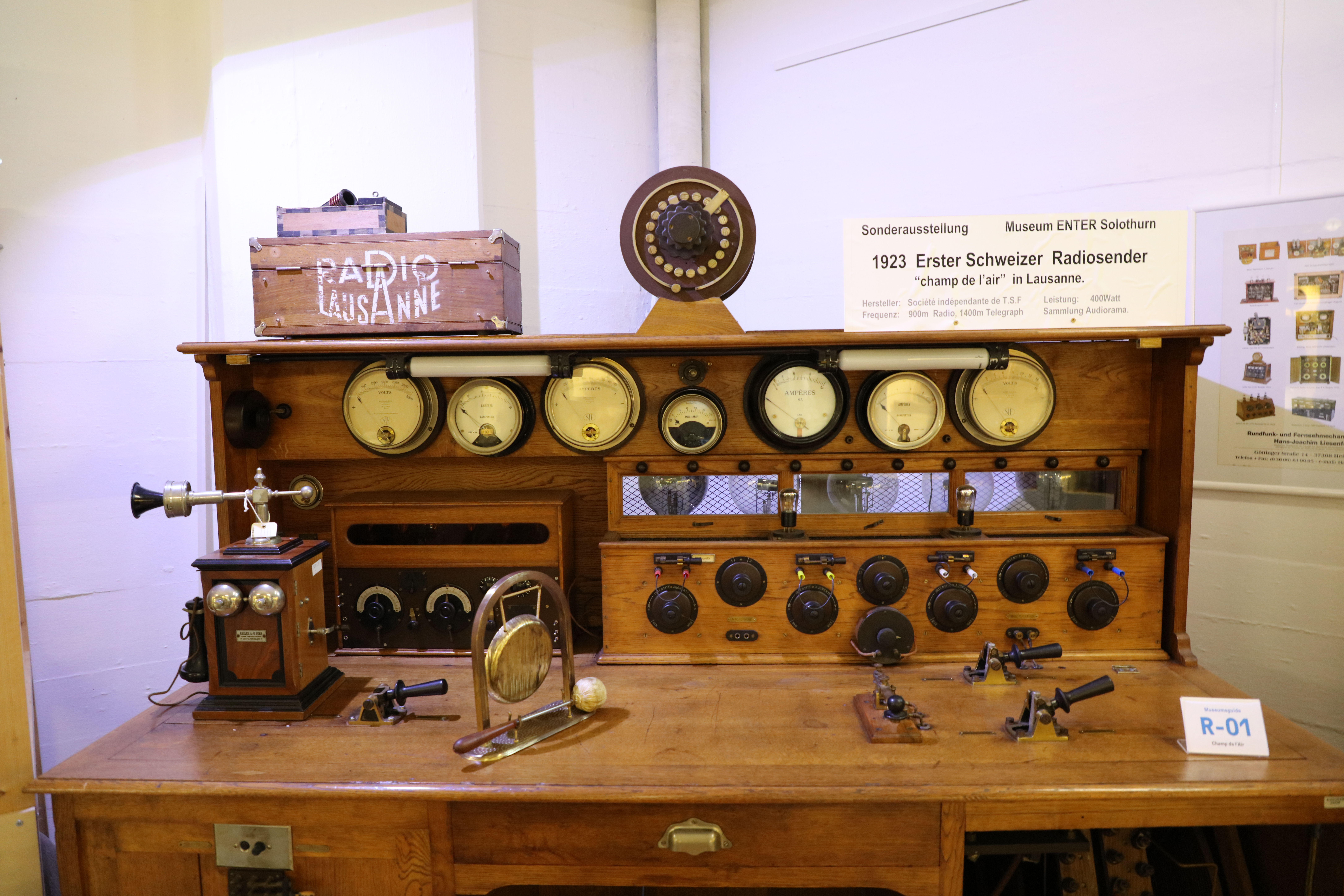
Das funktionsfähige Pult der Sendeanlage Champ de l’Air

Die Enter Technikwelt Solothurn ist ein Museum für Technikgeschichte in Derendingen, Schweiz. Es stellt Computer, Unterhaltungselektronik, Rechen- und Druckmaschinen sowie Filmfahrzeuge aus. Das Museum wurde am 1. Dezember 2023 eröffnet. Die Druckereitechnik wurde aus dem ehemaligen «Gutenberg Museum» in Freiburg im Üechtland übernommen, Radiotechnik aus dem «Audiorama» in Montreux. Das Museum bezeichnet die Anzahl noch funktionierender Computersysteme als «vermutlich weltweit einzigartig». Ein Vorgänger bestand seit 2011 als Museum ENTER (ENTER.ch) in Solothurn.

## Geschichte

### Museum ENTER in Solothurn

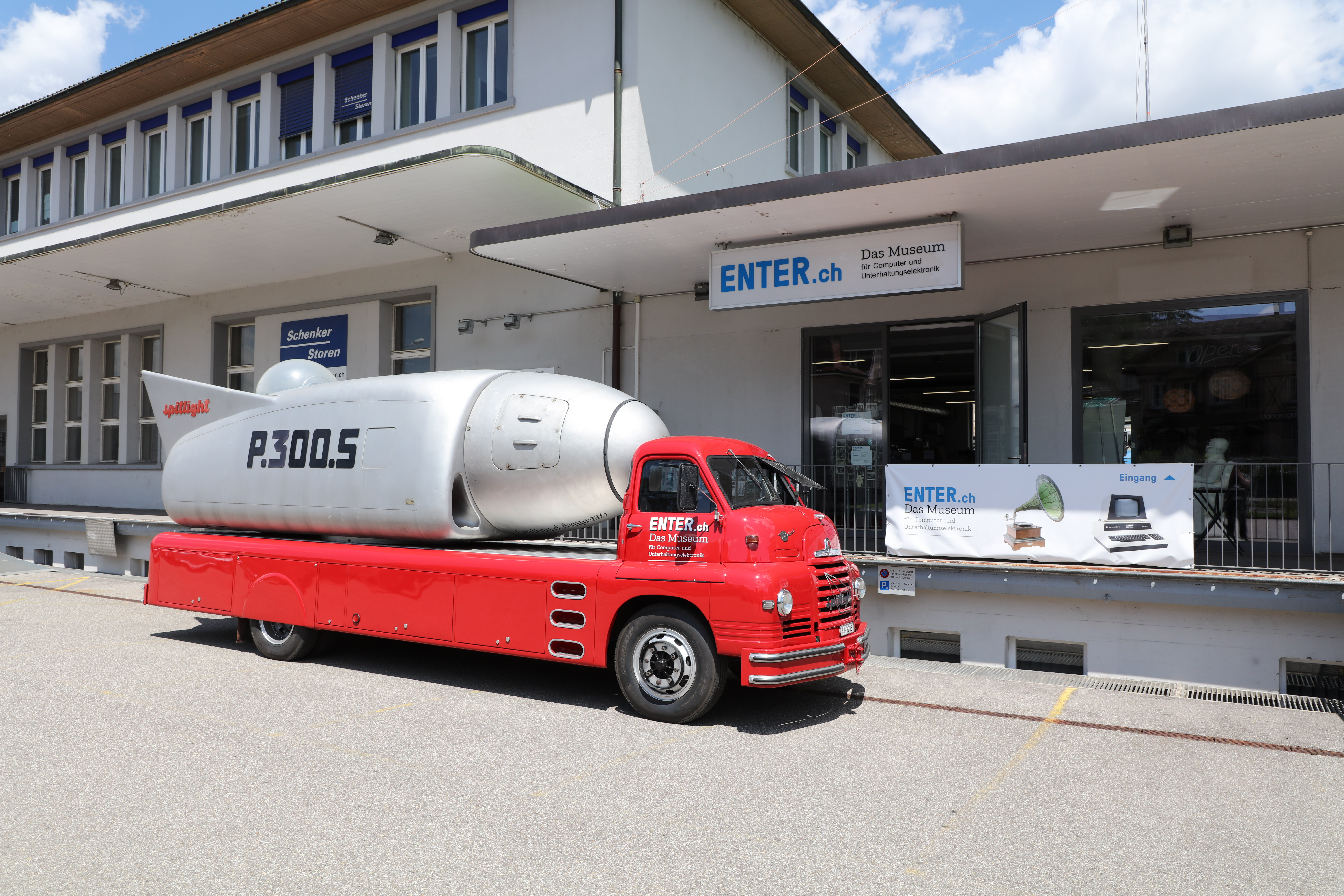
Der Grossprojektor Spitlight vor dem früheren Museumsgebäude

Das Museum geht auf die Sammlung des Unternehmers Felix Kunz zurück, der über 30 Jahre Computer sammelte. Zunächst bewahrte er die Objekte in den eigenen vier Wänden auf, später in seinem Unternehmen Digital-Logic AG auf 200 m². Als auch dort der Platz zu klein wurde, präsentierte man ab 2003 einen Teil der 5000 Objekte in der ausgebauten Scheune Lischerhof mit 600 m². Damals lag der Sammlungsschwerpunkt bei Computern. 2010 gründete Kunz zusammen mit Monique und Peter Regenass die Stiftung ENTER. Der Sammler Regenass steuerte rund 300 mechanische Rechenmaschinen zur Sammlung bei. Dank des Fördervereins Enter und gespendeter Sammlungen konnte das Ausstellungsspektrum erweitert werden. Radio-, Fernseh- und Studiotechnik kamen hinzu.
Im Jahr 2011 wurden 1800 m² grosse Räumlichkeiten eines ehemaligen Getränkedepots am Bahnhof Solothurn zum Museum umgebaut, welches am 2. Dezember 2011 seine Tore öffnete. Das Museum zeigte rund 10'000 Ausstellungsstücke aus der Radio-, Fernseh- und Computergeschichte aus den Anfangsjahren bis zur Gegenwart. Da die RBS eine Bahnhofserweiterung plant, musste das Museum weichen.

### Umzug und Neubau in Derendingen
Nachdem die Stadt Solothurn und die Bahnen Bedarf am damaligen Grundstück des Museums angemeldet hatten, wurde im Herbst 2020 beschlossen, das Museum zu verlegen. Die Wahl fiel auf ein teilweise bebautes Gewerbegrundstück in Derendingen mit 9400 m² Fläche und eine angrenzende Baulandreserve von 3800 m². Die Finanzierung wurde mithilfe der Ernst Göhner Stiftung und der Hasler Stiftung geleistet. Als Museumsgestalter fiel die Wahl auf die Steiner Sarnen Schweiz AG. Das Grundstück wurde am 1. Januar 2021 übernommen.
In der Folge hat das erheblich vergrösserte Museum «Enter Technikwelt Solothurn» den Betrieb am 1. Dezember 2023 in einem Neubau in Derendingen wieder aufgenommen. Neben dem bestehenden Lagergebäude entstand mit grossen Anteilen von Eigenleistung ein Neubau aus Beton, Glas und Metall. Begehbare Dioramen, die mit zeitlich passenden Geräten ausgestattet sind, führen durch die Jahrzehnte. Insgesamt beträgt die Ausstellungsfläche über 10'000 m², denn auch Lager und Werkstatt können besichtigt werden. Workshops in zwei «Academy»-Räumen  sollen Verständnis, technisches Handwerk und Grundlagenwissen für Technik fördern.

## Relevanz
Ziel der neuen Einrichtung ist die Erhaltung und Vermittlung des materiellen und immateriellen Kulturgütererbes. Der Fokus ist regional, die Perspektive global angelegt. Das Museum präsentiert eine Sammlung über Industrie- und Technikgeschichte von nationaler und europäischer Bedeutung, die qualitativ laufend weiterentwickelt wird. Es ist europaweit eine der grössten und vielfältigsten Sammlungen dieser Art. Durch das Erhalten der Funktionsfähigkeit von Datenträgern und Lesegeräten aller Generationen wird ein Stück Kulturgeschichte bewahrt, nicht zuletzt durch die Digitalisierung von alten, analogen Datenträgern für jedermann.
Das Museum wird von der Stiftung ENTER getragen und von privaten Stiftern und Sponsoren, u. a. über einen Förderverein, finanziert. Die Stiftung hat sich zum Ziel gesetzt, «die Anwendung und Verbreitung von Informations-, Multimedia-, Unterhaltungs-, Kommunikations- und anderen Technologien, deren Geschichte, Nutzen und Potentiale der Allgemeinheit zu vermitteln». Der englische Ausdruck für diese Kombination von Fachgebieten lautet: TIME = Telecommunications, Information Technology, Media, Electronics.

## Sammlung

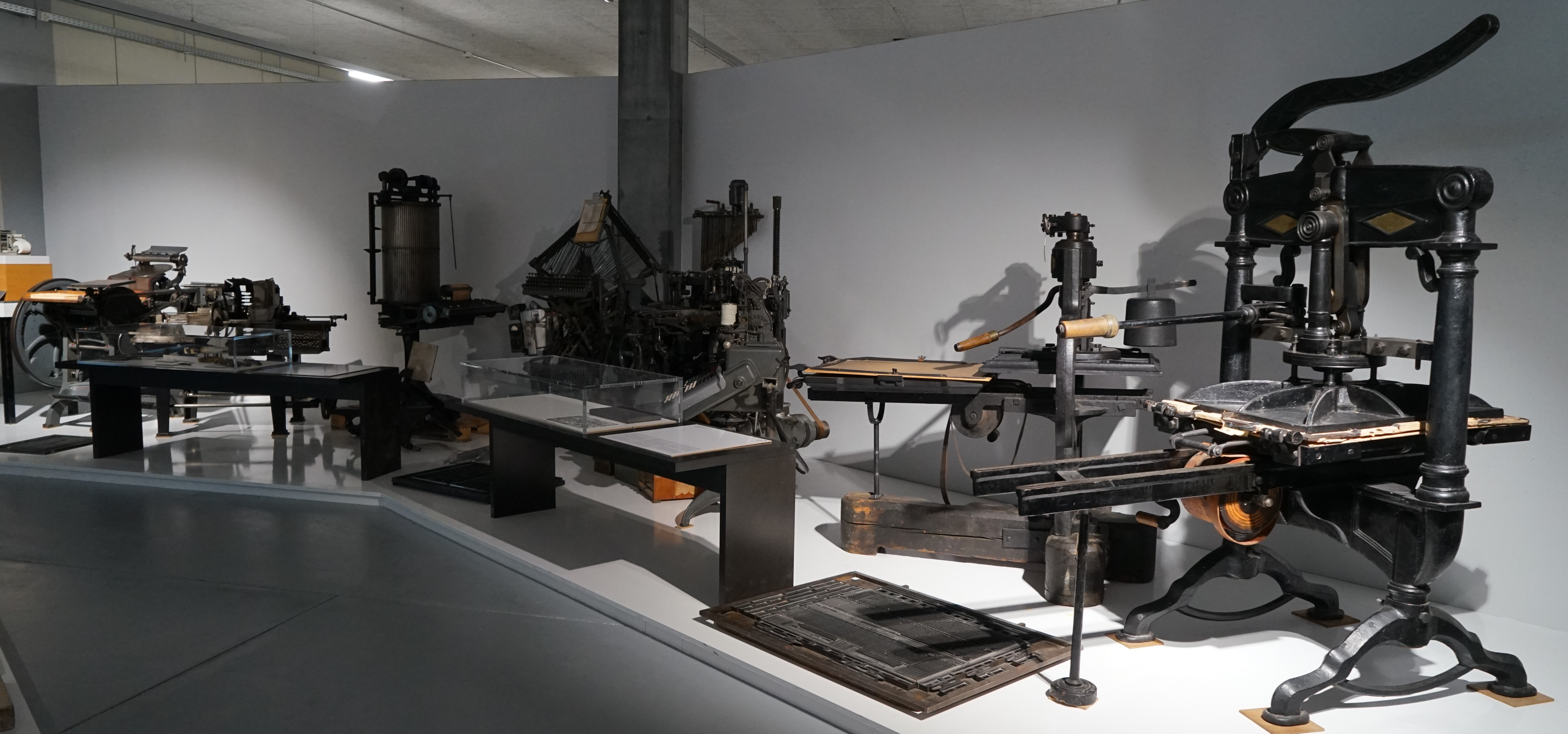
«Themenwelt» der Druckmaschinen

### Konzeption
Das neue Museum zeigt in mehr als zehn «Themenwelten» 30'000 Objekte auf über 10'000 Quadratmetern. Durch die Integration des Gutenberg Museums spannt sich der Bogen von der Druckpresse des 15. Jahrhunderts bis zum Internet oder Supercomputer «Cray XT4».
Viele der Exponate wurden in der Region Solothurn entwickelt und produziert, z. B. von Autophon oder Anton Gunzinger. Zum Ende jeder Technikära landen alte Geräte auf dem Müll – oder bei Sammlern. Die Gegenstände stammen grösstenteils aus den Sammlungen der Stiftungsgründer oder von Privatpersonen. Beispielsweise konnten 2013 mithilfe der Stiftung Enter und der Swiss Computer Graphic Association vierzig Objekte des Sammlers Robert Weiss in das Museum integriert werden. Historische Halbleiter zählen zu den wichtigen Exponaten.
Fotos von 4400 Exponaten waren 2021 über die Internetseite des Museums abrufbar. Der Philosophie des Museums entsprechend ist der Besucher eingeladen, viele Stücke anzufassen.
Die Sammlung umfasst die Solothurner Industriegeschichte, Schweizer Technikhighlights und internationale Raritäten. Im Museum wird besonderer Wert darauf gelegt, dass die Geräte funktionstüchtig sind, was das Museum von anderen Technikmuseen unterscheidet.

### Ausgewählte Exponate

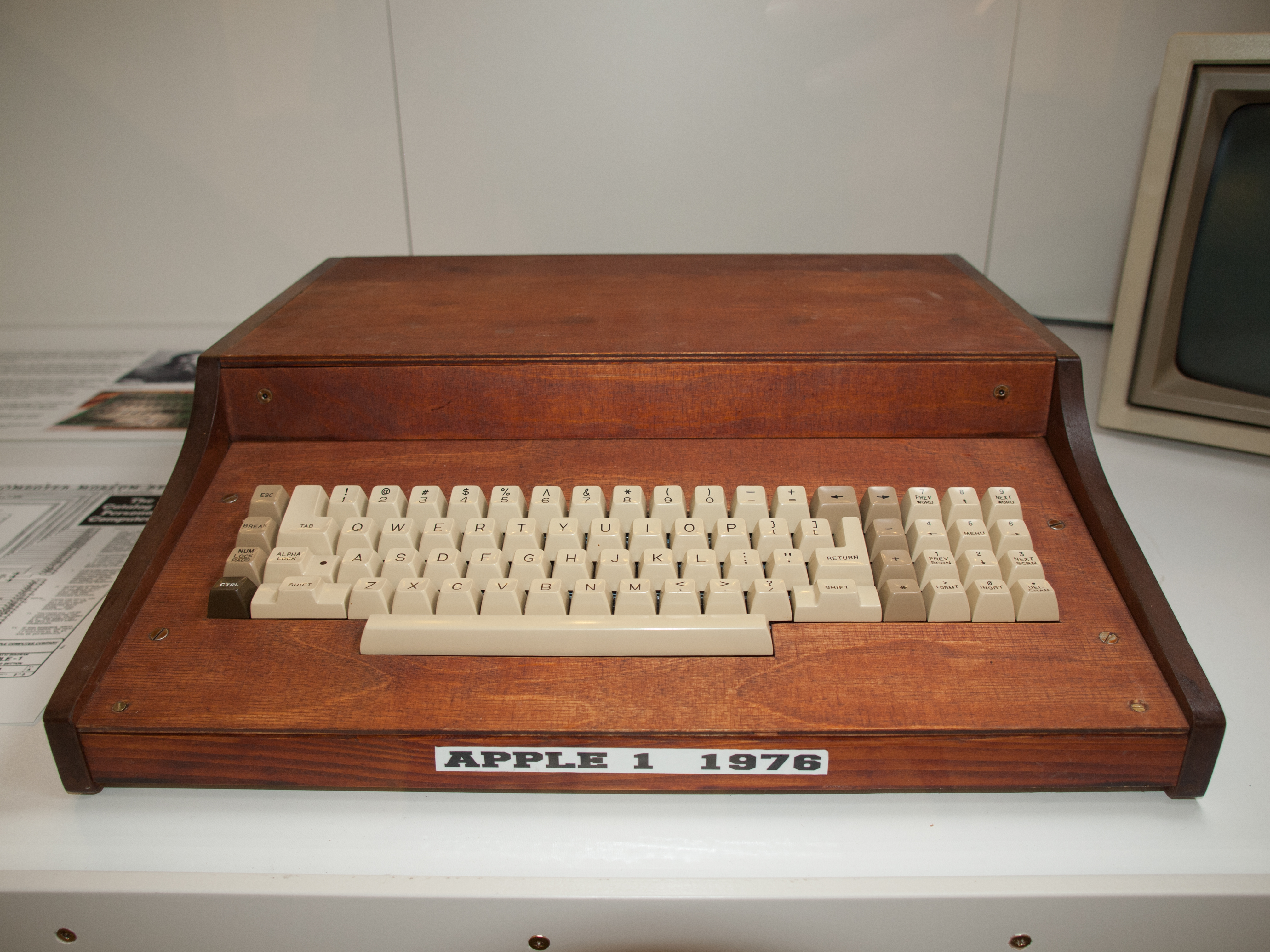
Der funktionsfähige Apple I

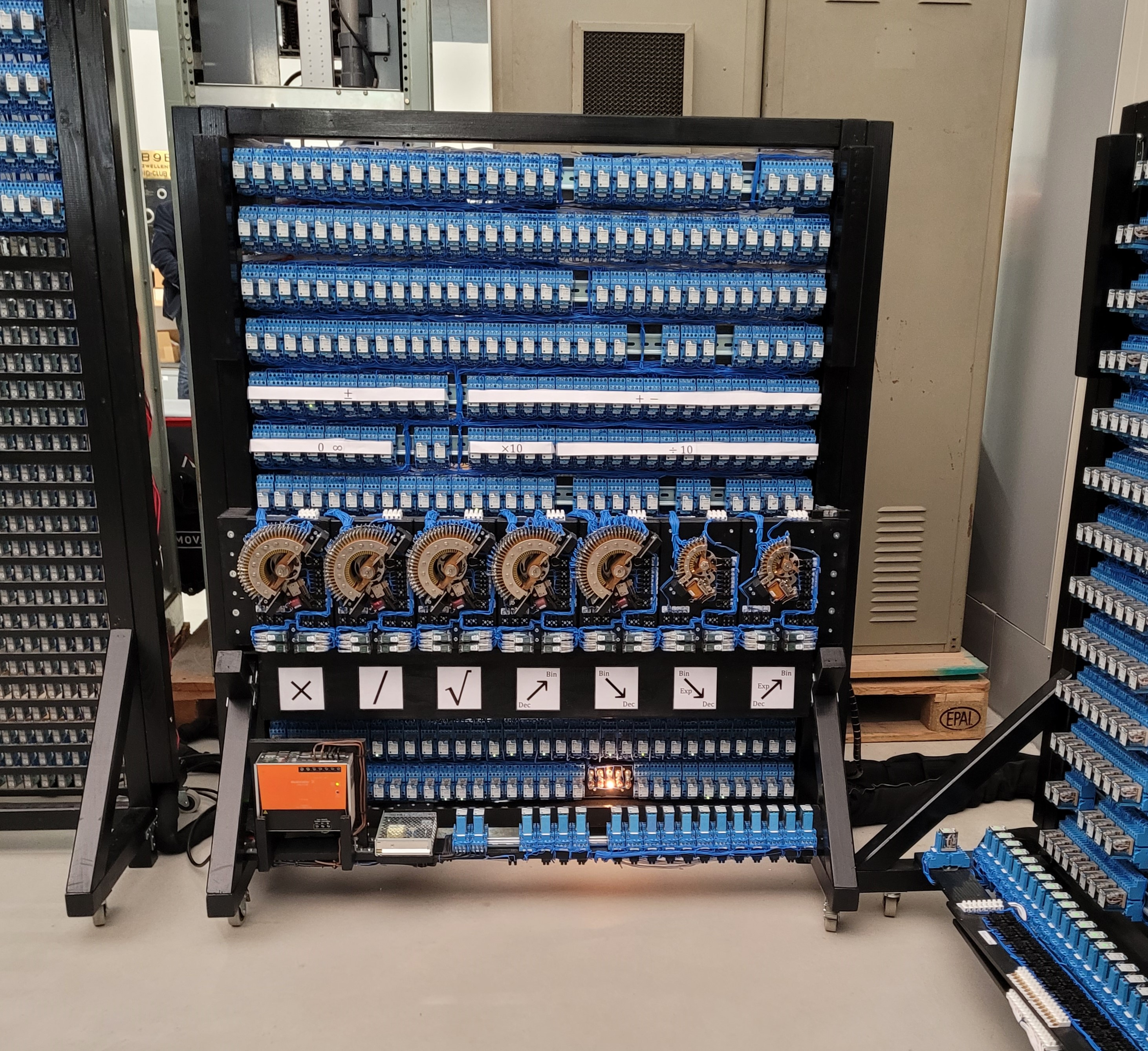
Nachbau des Zuse Z3-Digitalrechners: Rechenwerk

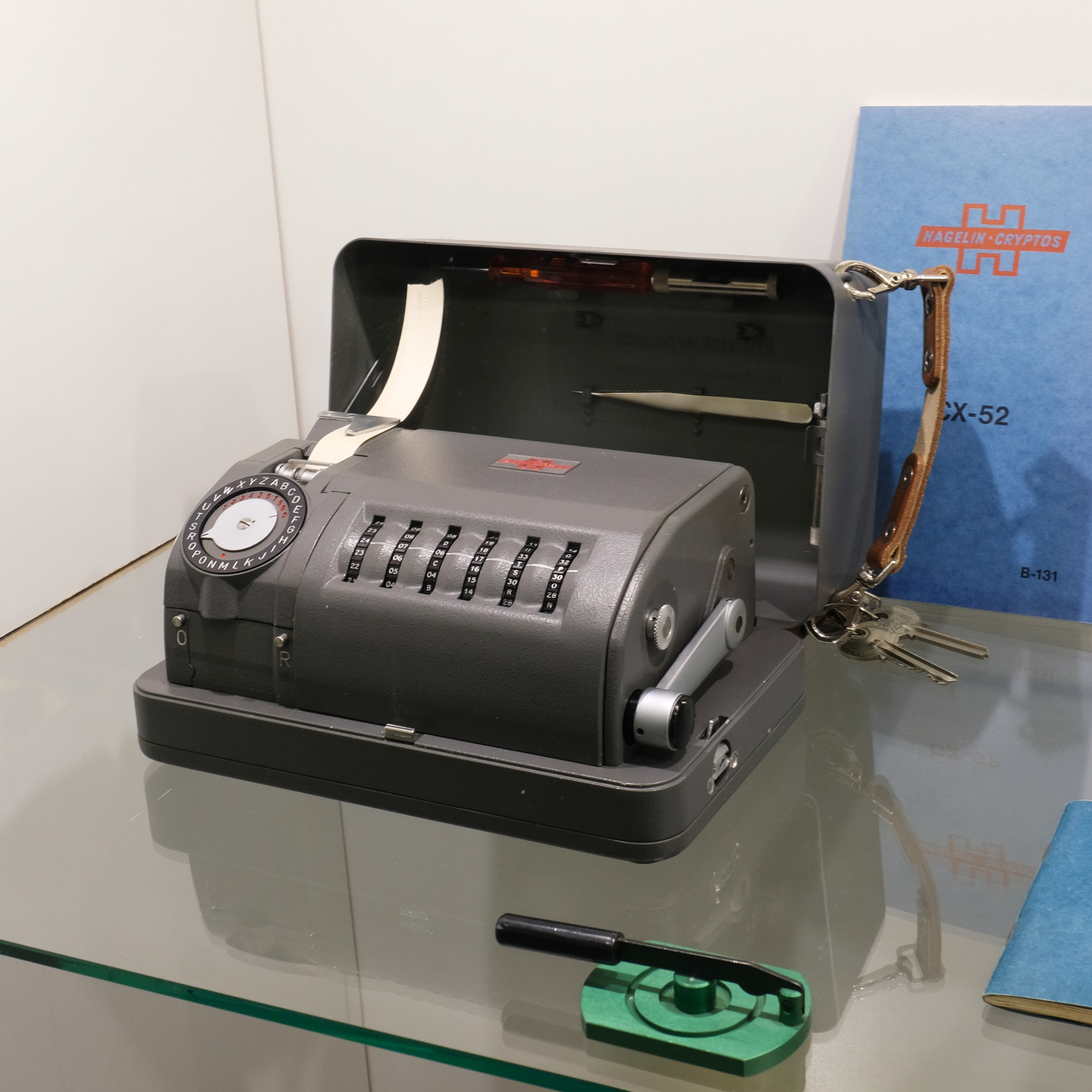
Verschlüsselungsgerät cx-52 der Firma Crypto AG

- Champ de l’Air
Die erste Schweizer Radiosendestation (Flugplatzsender Lausanne) stammt von 1922. Diese Sendeanlage am Champ de l’Air in Lausanne begann am 26. Februar 1923 mit dem Ausstrahlen eines täglichen Rundfunkprogramms.[20] Der erste Radiosender der Schweiz ist funktionsfähig.[17]
- Mechanische Rechenmaschinen, wie «Millionär» (1893–1935) und «Curta» (1947–1970)
- Chiffriergeräte wie die elektromechanische deutsche Enigma[8] sowie unterschiedliche Verschlüsselungsgeräte der Schweizer Firma Gretag wie den röhrenbestückten KFF 58 (Funkfernschreiber der Schweizer Armee) und spätere transistorisierte Geräte wie die Gretacoder GC 517 und GC 518. Auch von der Firma Crypto AG gibt es ausgestellte Geräte.
- Apple I
Im Museum werden alle Apple-Modelle gezeigt, die je produziert wurden. Fast alle Exponate sind noch betriebsfähig, darunter auch einer von weltweit noch «acht oder neun» (Museumsgründer Kunz) funktionierenden Apple I. Vom Apple I wurden nur 200 Stück produziert; die ersten Modelle noch in der Garage von Steve Jobs’ Eltern, mit einem Gehäuse aus Holz. Kunz hat sein Exemplar in den 1990er-Jahren für 10 US$ auf einem Flohmarkt gekauft. Des Weiteren sind zum Beispiel die seltene Sonderserie Twentieth Anniversary Macintosh oder der erste iPod zu sehen.[14]
- Frühe Heimcomputer wie der Mark-8 Minicomputer und der Commodore PET 2001
- Grossrechner wie ein IBM System/370 von 1970 oder ein Sperry UNIVAC Modell 90/30 von 1972
- Erster elektronischer Tischrechner in Röhrentechnik ANITA (1961) sowie erster transistorisierter Tischrechner Friden 132 (1965)
- Smaky Computer von Jean-Daniel Nicoud, EPFL, 1977–83
- Mobil/Auto-Telefon Natel A von 1978
Ein weiteres Ausstellungsstück ist ein Autotelefon im Aktenkoffer von 1978. Das 15 Kilogramm schwere mobile Telefon kostete ca. 20.000 DM. Die maximale Dauer eines Gespräches betrug drei Minuten, damit auch andere aufs Netz konnten.[21] Ein Mitbegründer des Museums, Kunz, montierte als Lehrling bei Autophon Teile dieses Modells.[22]
- Motosacoche Studio Recorder, Magnetband-Tonaufnahmegerät für Rundfunkstudios – erstes Tonbandgerät der Schweiz
- Erster Videoprojektor Eidophor, ETH Zürich, Ing. Fritz Fischer, 1939–75
- Erster Röhrenfernseher, Marconi, 1934
- Funktionierender Zuse Z3 Digitalrechner der ersten Stunde (ca. 1942), nachgebaut
- Spitlight, Outdoor-Projektor, 1955/56
Der 170 PS starke Lastzug, der den Projektor trägt, wurde vom Museum zur Strassentauglichkeit restauriert. Dabei wurde Wert drauf gelegt, die alte Technik zu erhalten.[12] Finanziert wurde die Massnahme unter anderem durch Crowdfunding.[23] Der Spitlight hat mittels der Gobo-Technik Bilder auf Wolken oder Berge projiziert.[24] Die dazu verwendete sehr lichtstarke Lichtbogenlampe wurde durch die Dr. Edgar Gretener AG in Regensdorf gebaut.
- Soletta 750, 1956 vorgestelltes und in Solothurn gefertigtes Konzeptfahrzeug
- DeLorean DMC-12, Umbau als Zeitmaschine mit «Fluxkompensator» aus dem Film Zurück in die Zukunft
- Batman-Fahrzeug aus dem Film Batman Begins von 2005
- K.I.T.T. aus der Fernsehserie Knight Rider
- StreetRod auf Basis des Ford Modell A, bekannt aus diversen Filmen
- Rolls-Royce Phantom aus dem Film James Bond 007 – Goldfinger
- Hochleistungssportwagen wie Ferrari, Lamborghini, Cobra, Viper, Honda NSX, Rush Lotus Super Seven, AMG GT C, Doretti, Le Mans GT40 Replica, Honda S800, Smart Roadster
- Wasteland Cars aus dem Film Mad Max

## Auswahl Exponate «ENTER Technikwelt Solothurn»

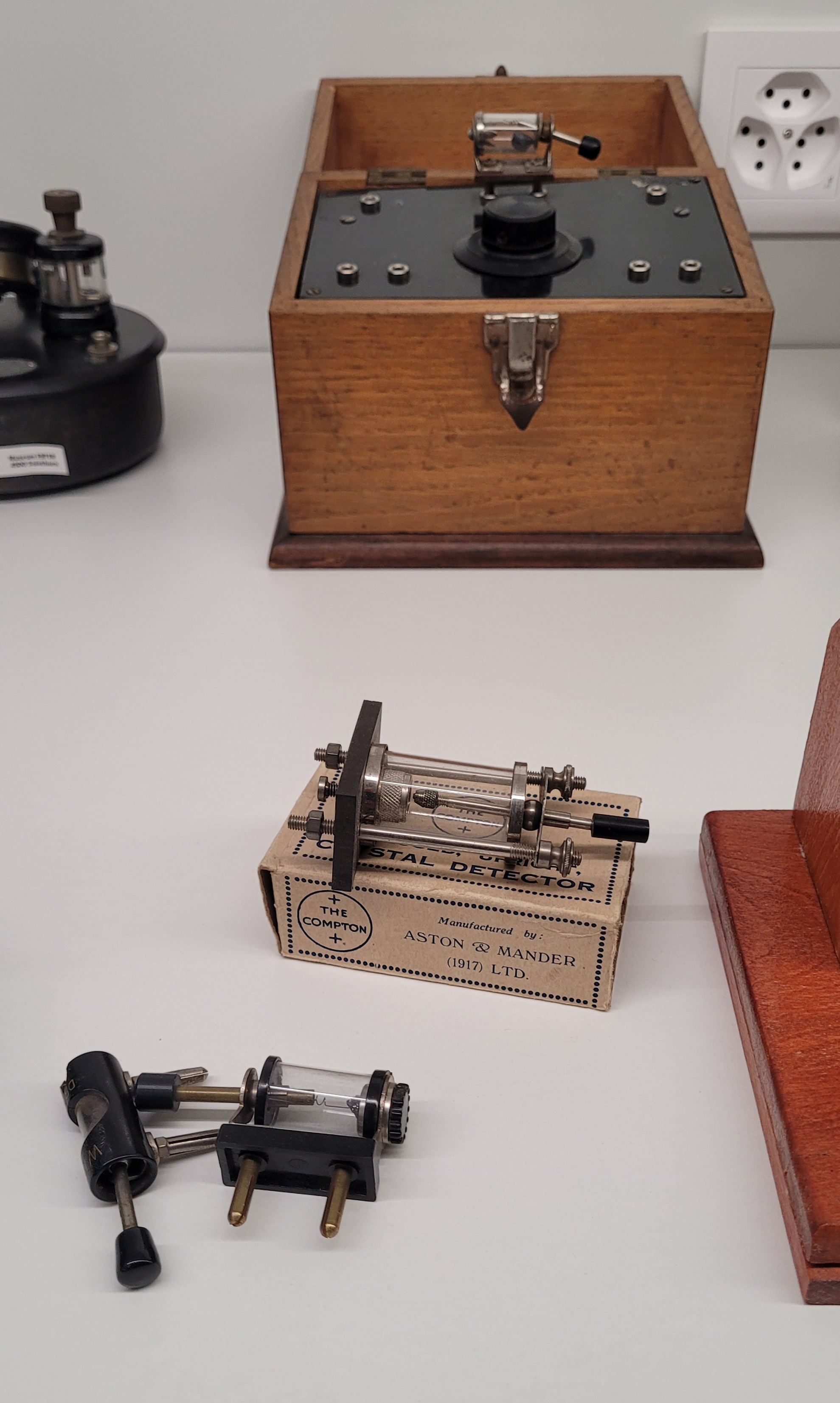
Kritalldetektor für Radioempfang
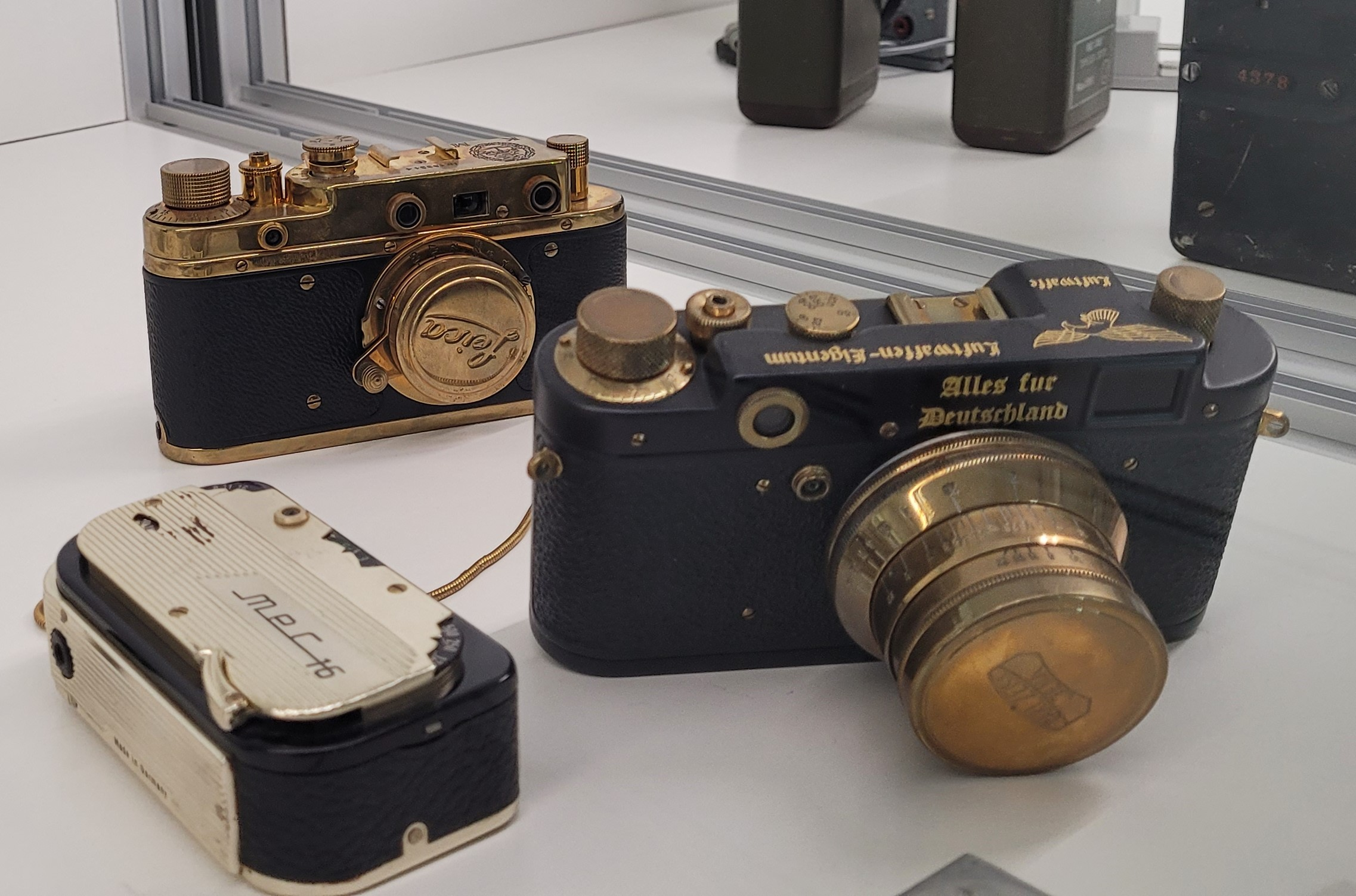
Leica-Kameras 1930er-/1940er-Jahre
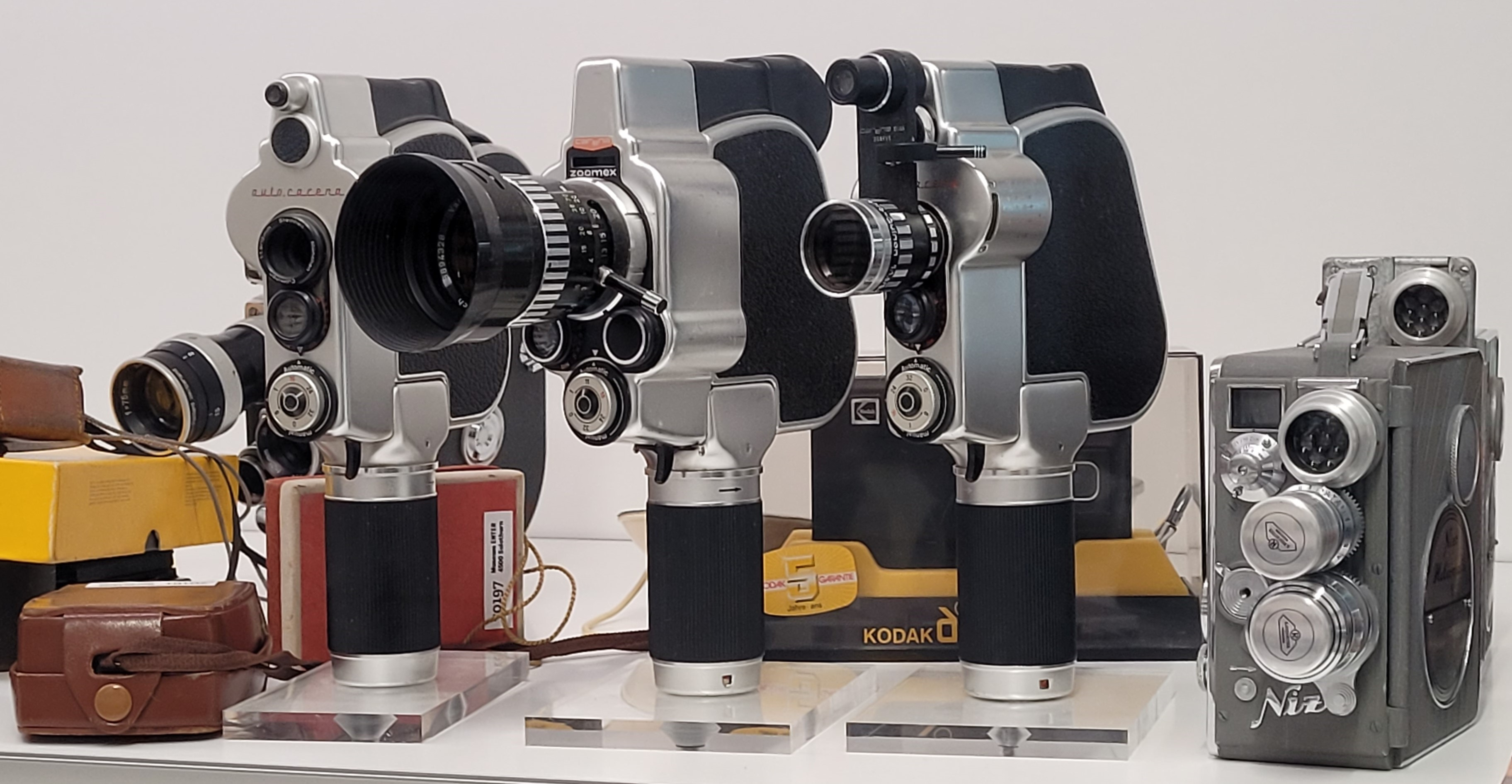
Schmalfilm-Kameras
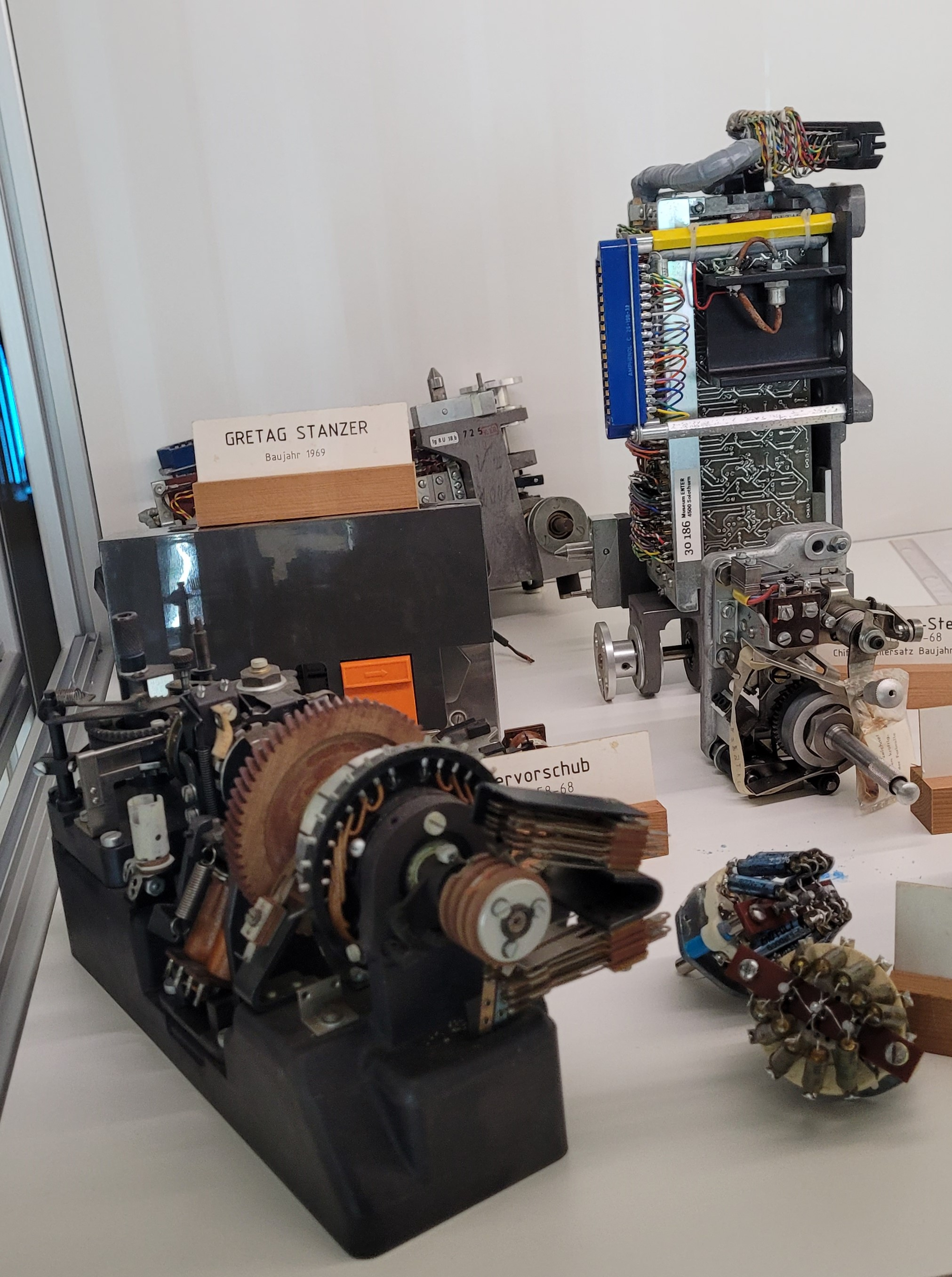
Teile von Gretag-Chiffriergeräten
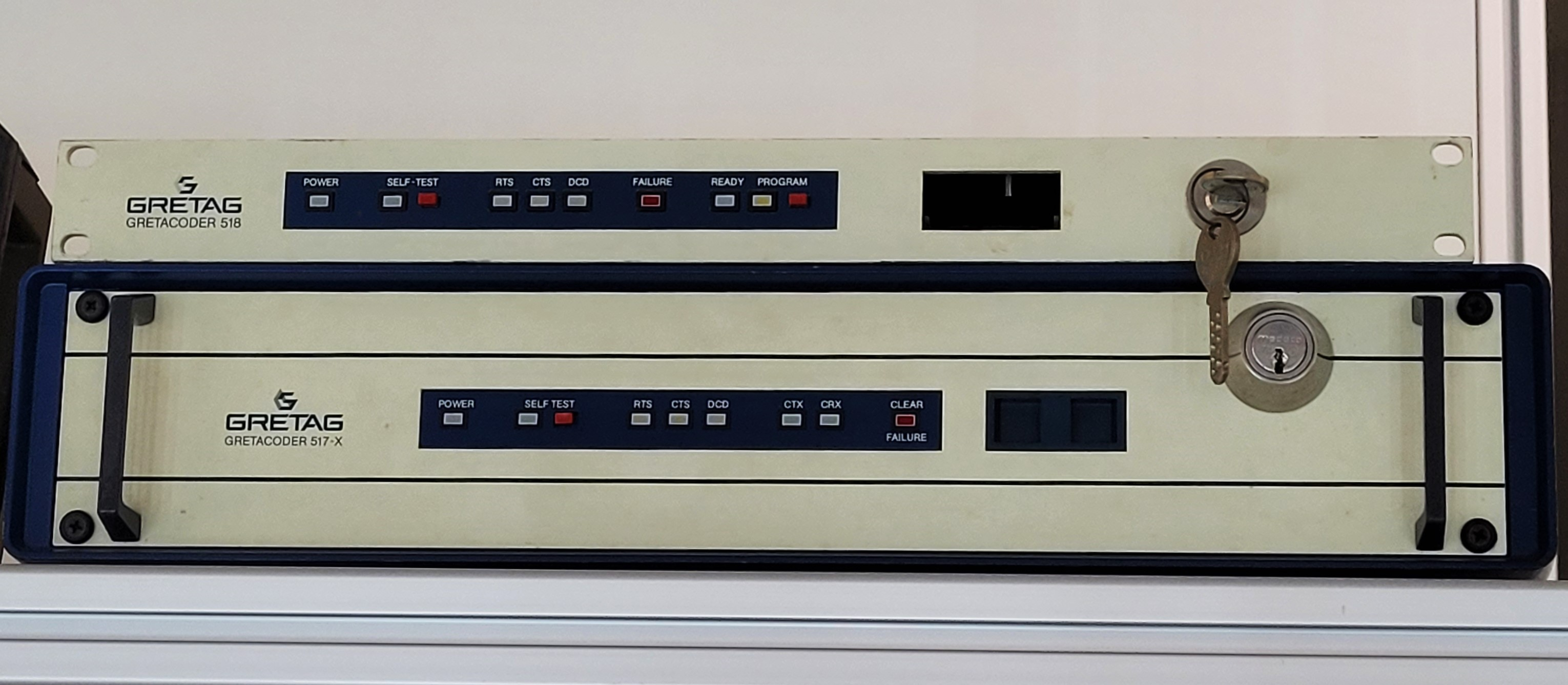
Transistorisierte Chiffriergeräte der Firma Gretag AG
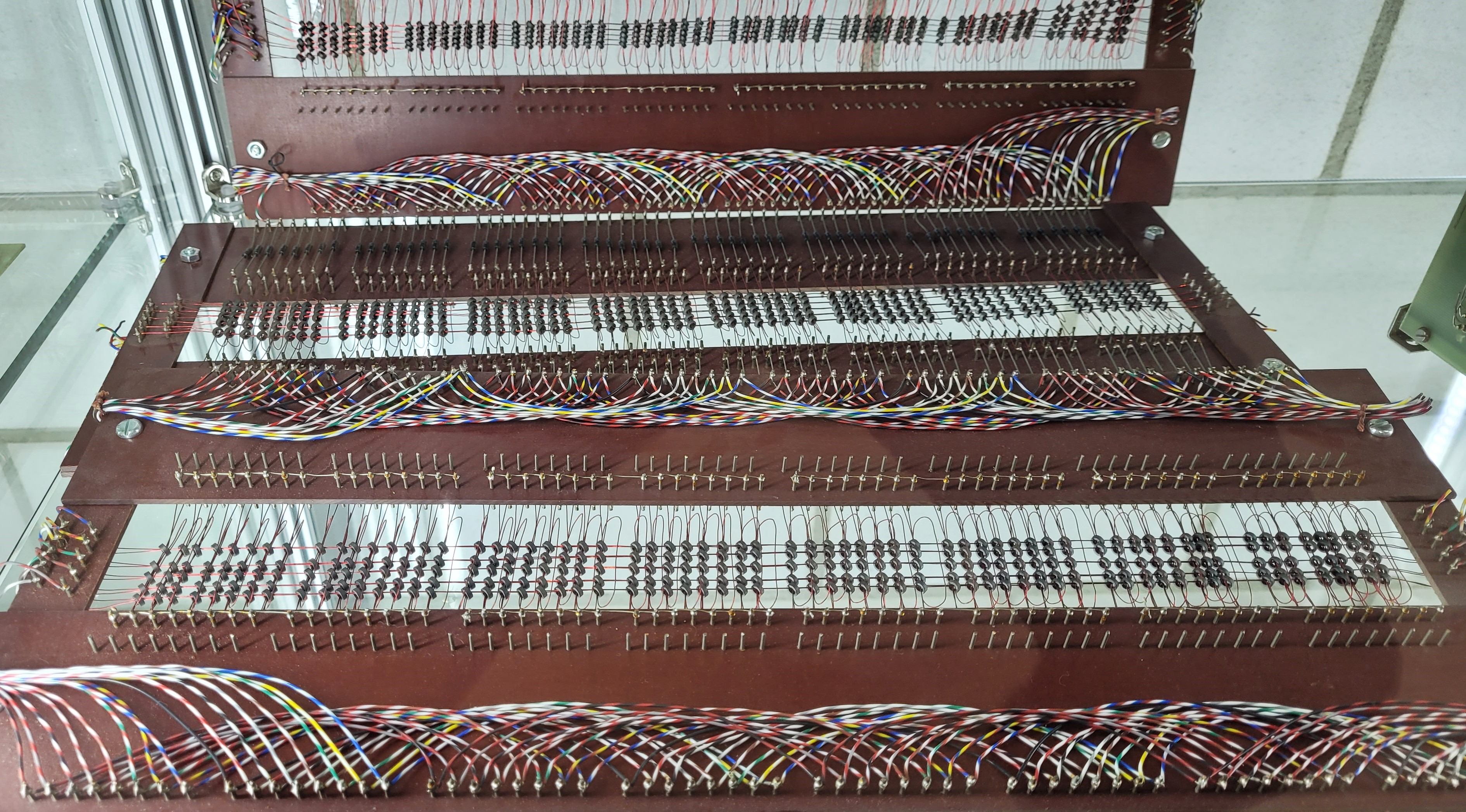
Magnetkernspeicher früher elektronischer Rechner
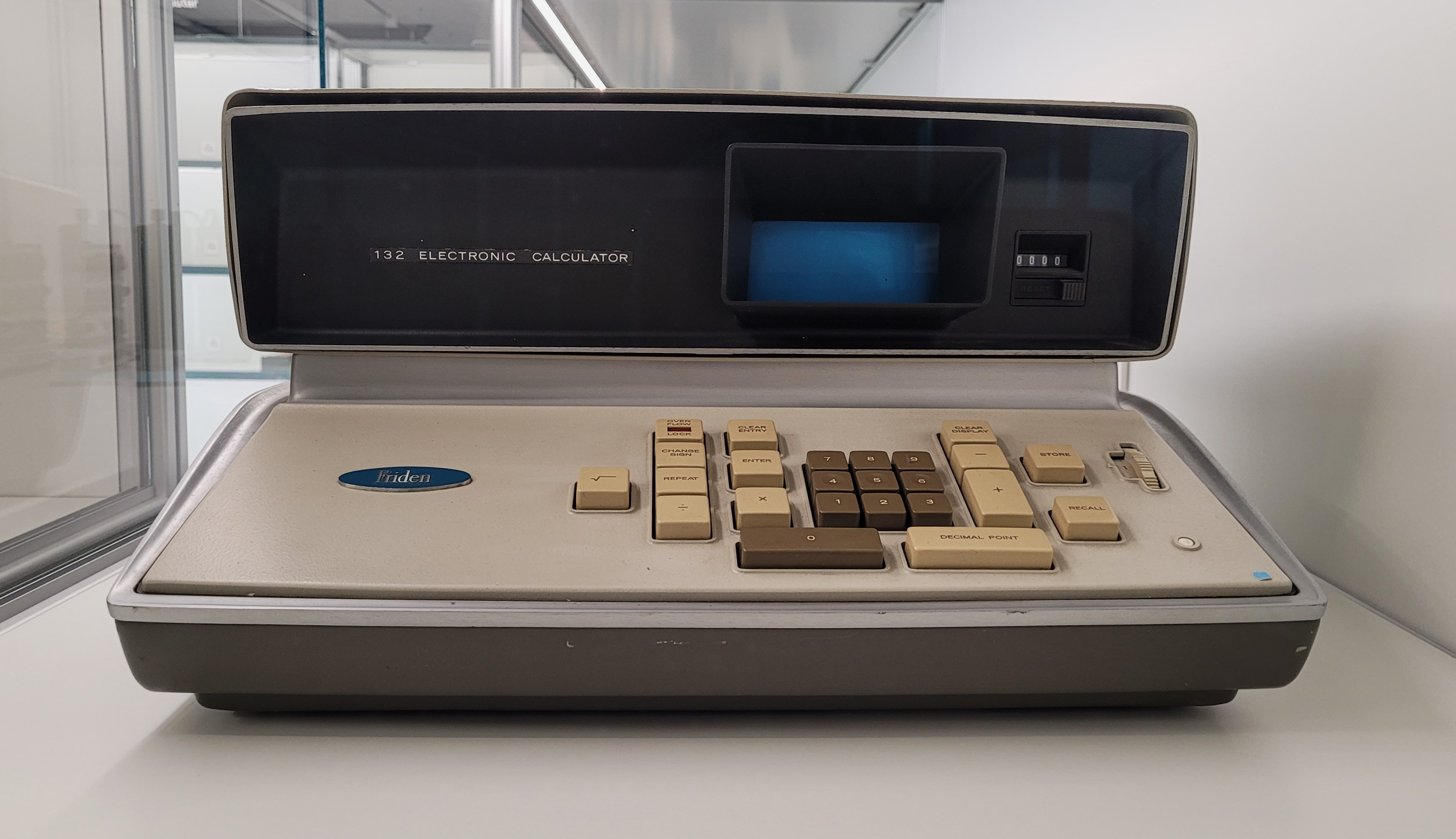
Transistorisierter Tischrechner mit 4 Grundfunktionen + Quadratwurzel Friden 132 (ca. 1965)
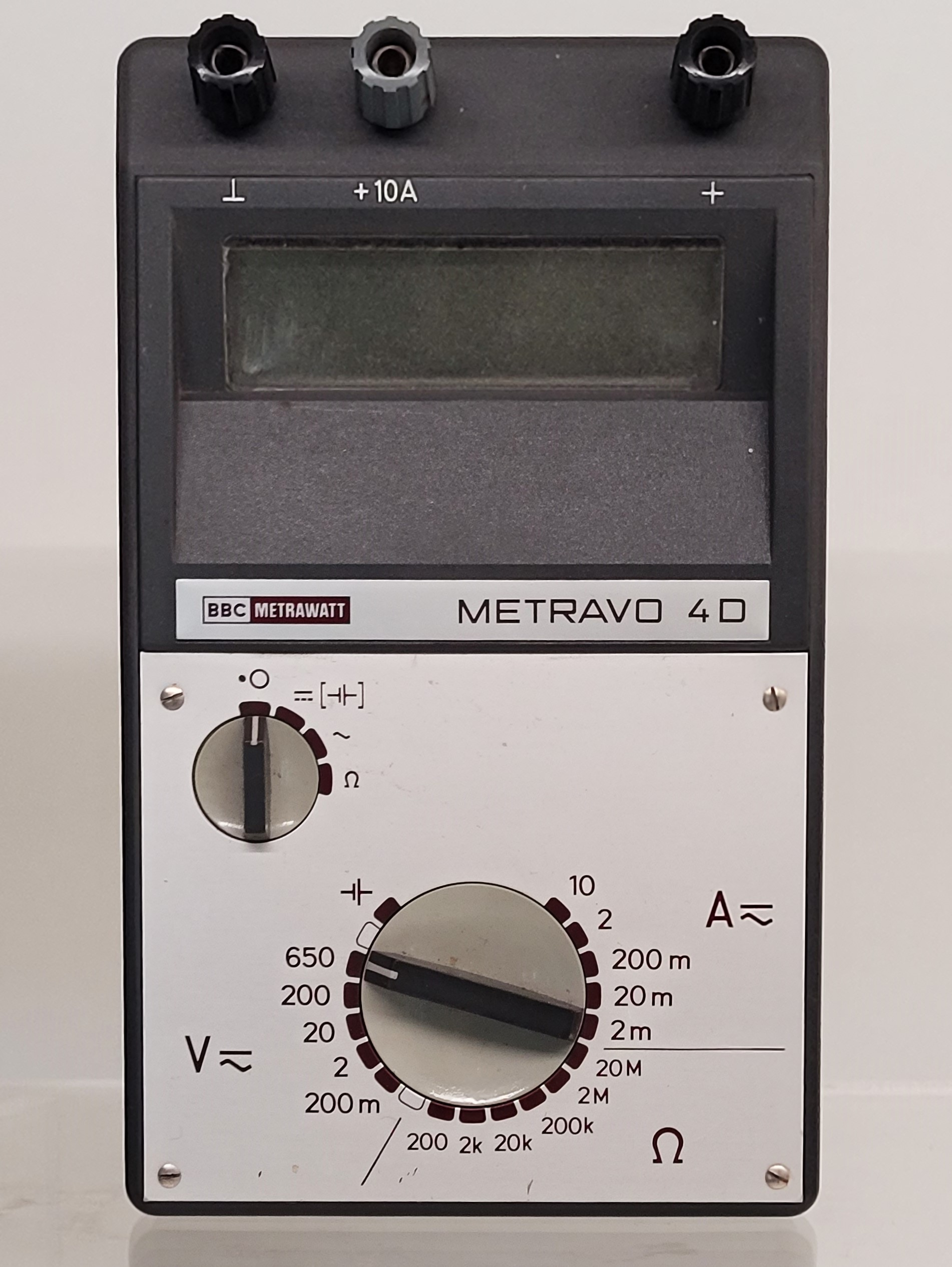
Multimeter METRAVO mit LCD-Anzeige der Firma BBC/Metrawatt
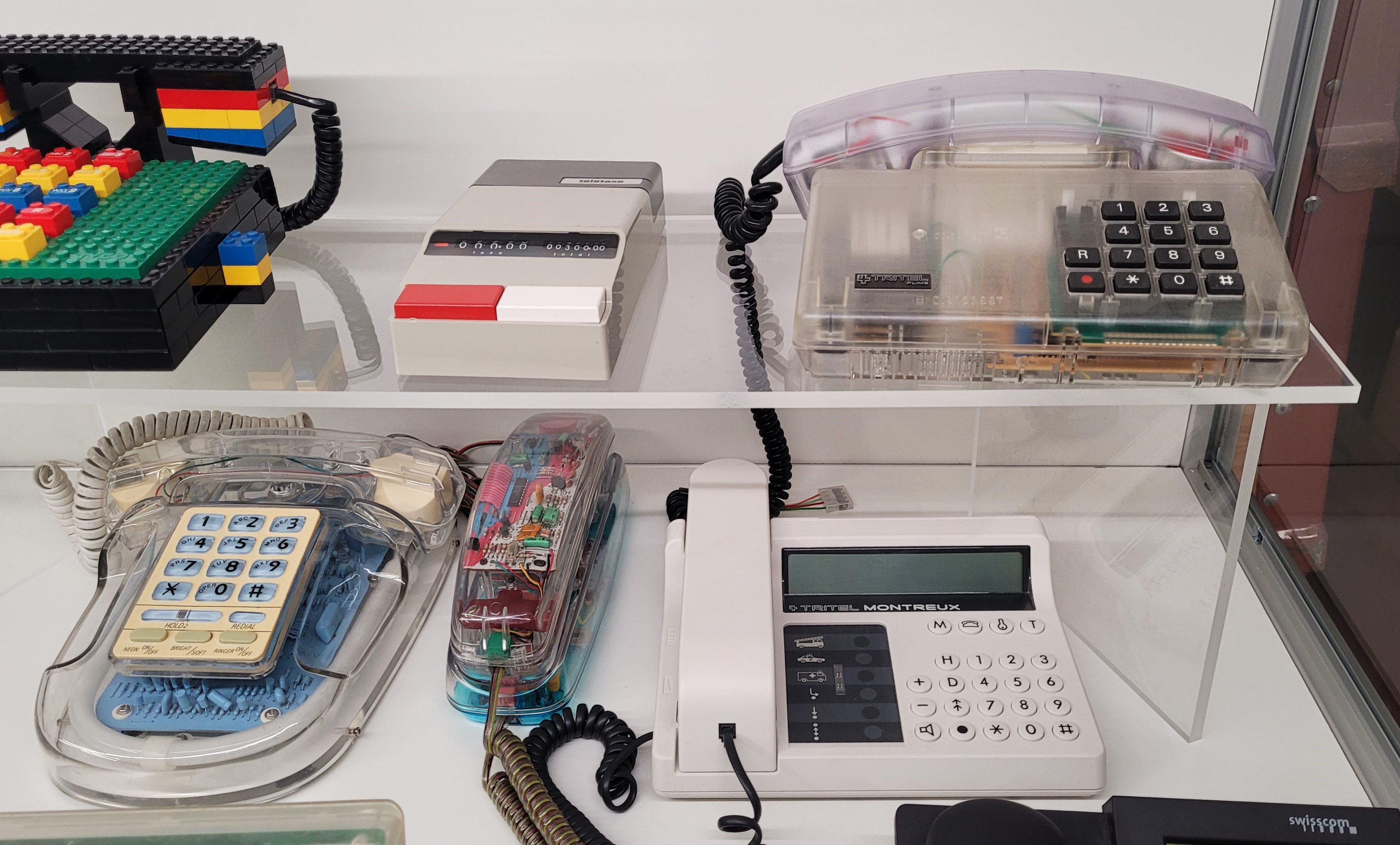
Telefonapparate, inkl. zwei TRITEL-Apparate

## Ehemaliges «Museum ENTER»

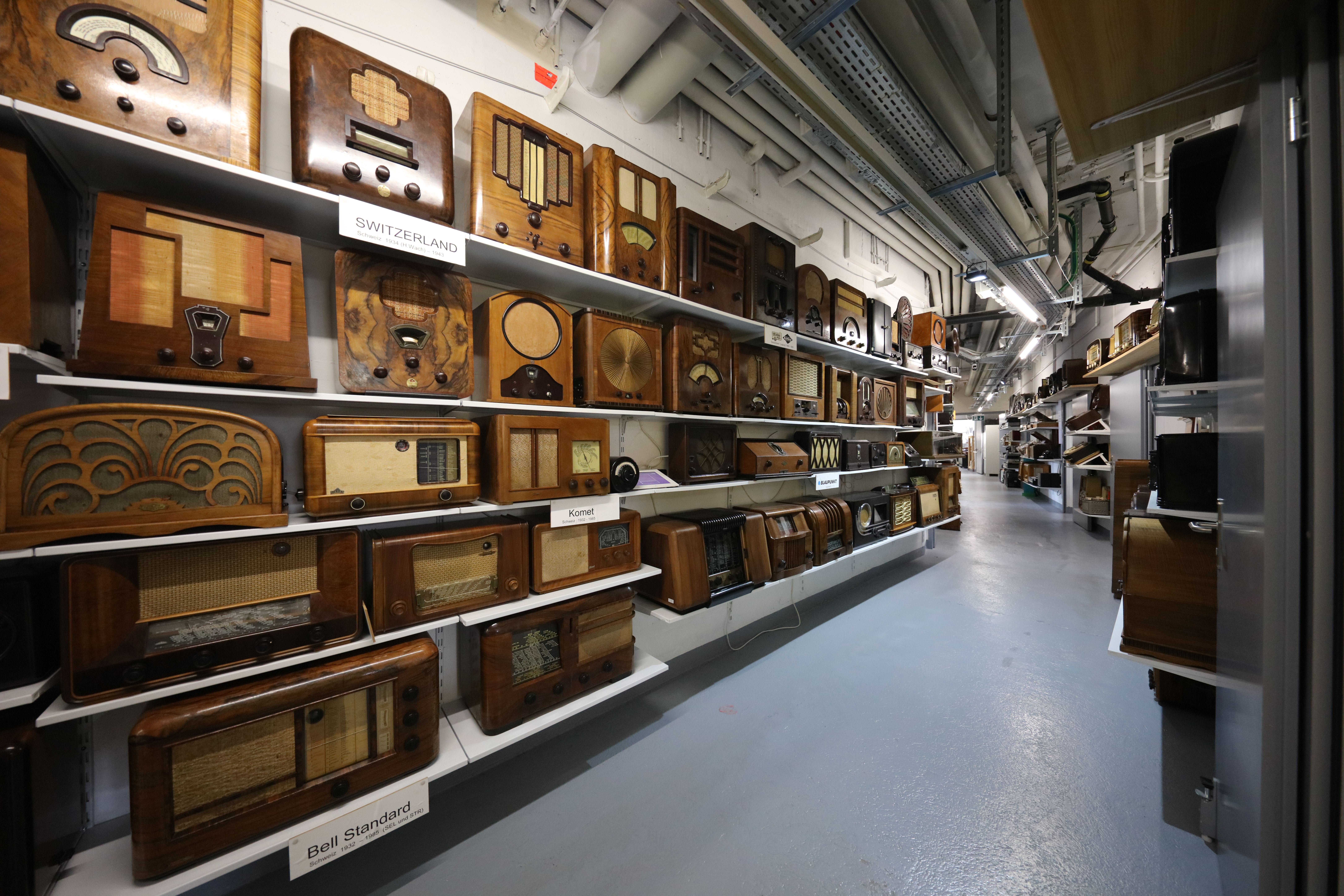
Teil der Rundfunkausstellung
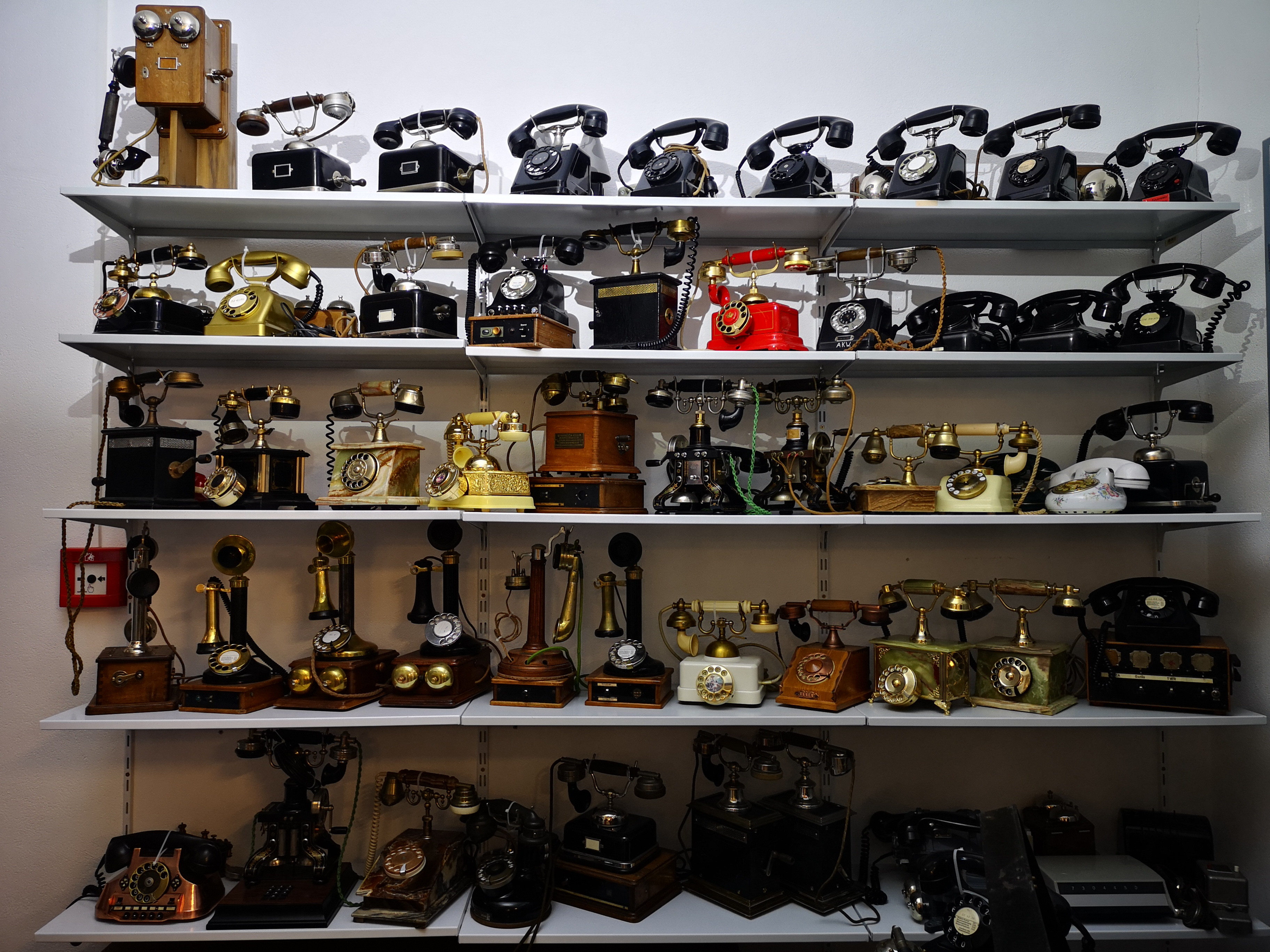
Teil der Telefonausstellung
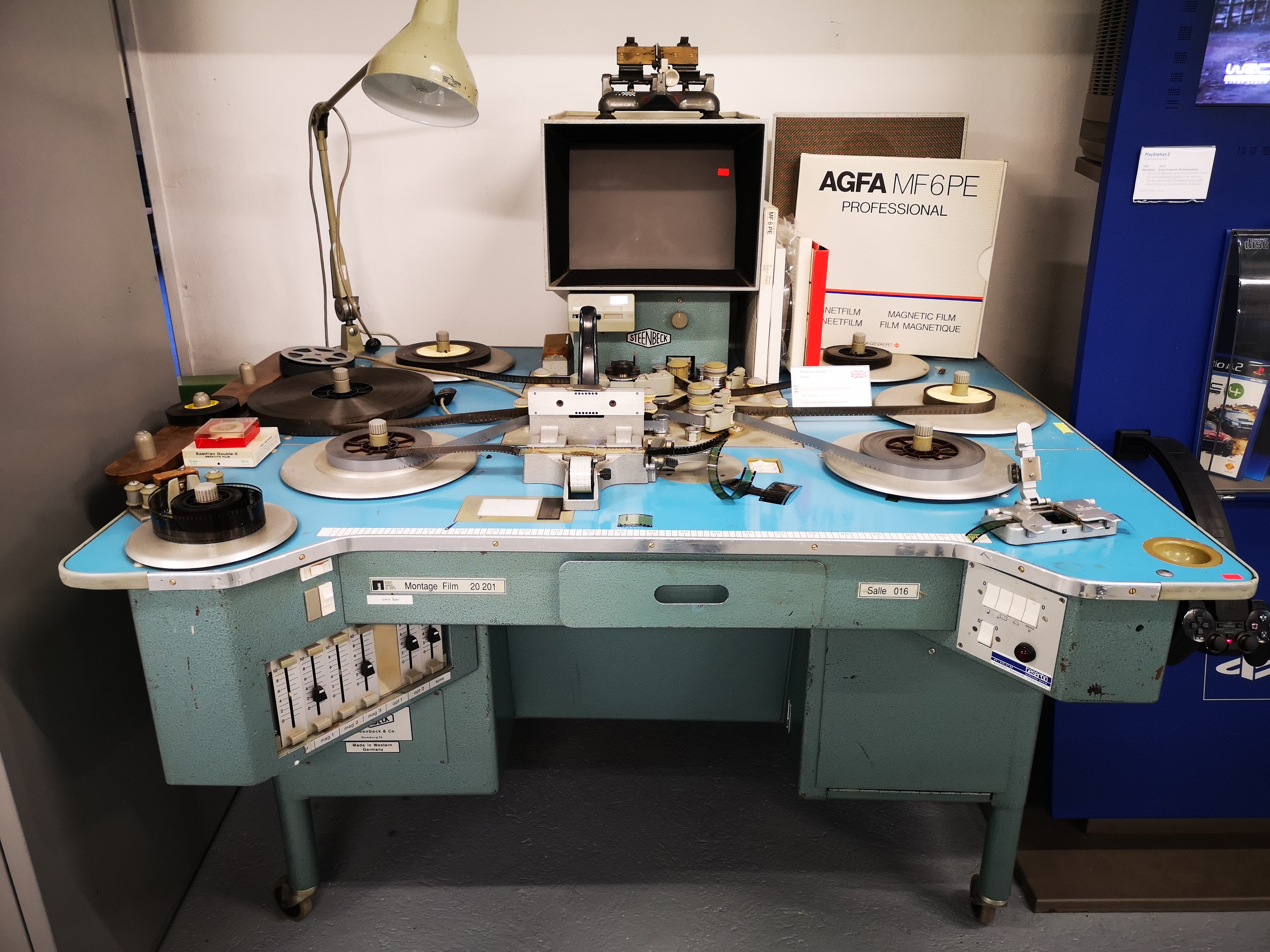
Steenbeck-Schneidetisch für Zelluloidfilm 16 und 35 mm
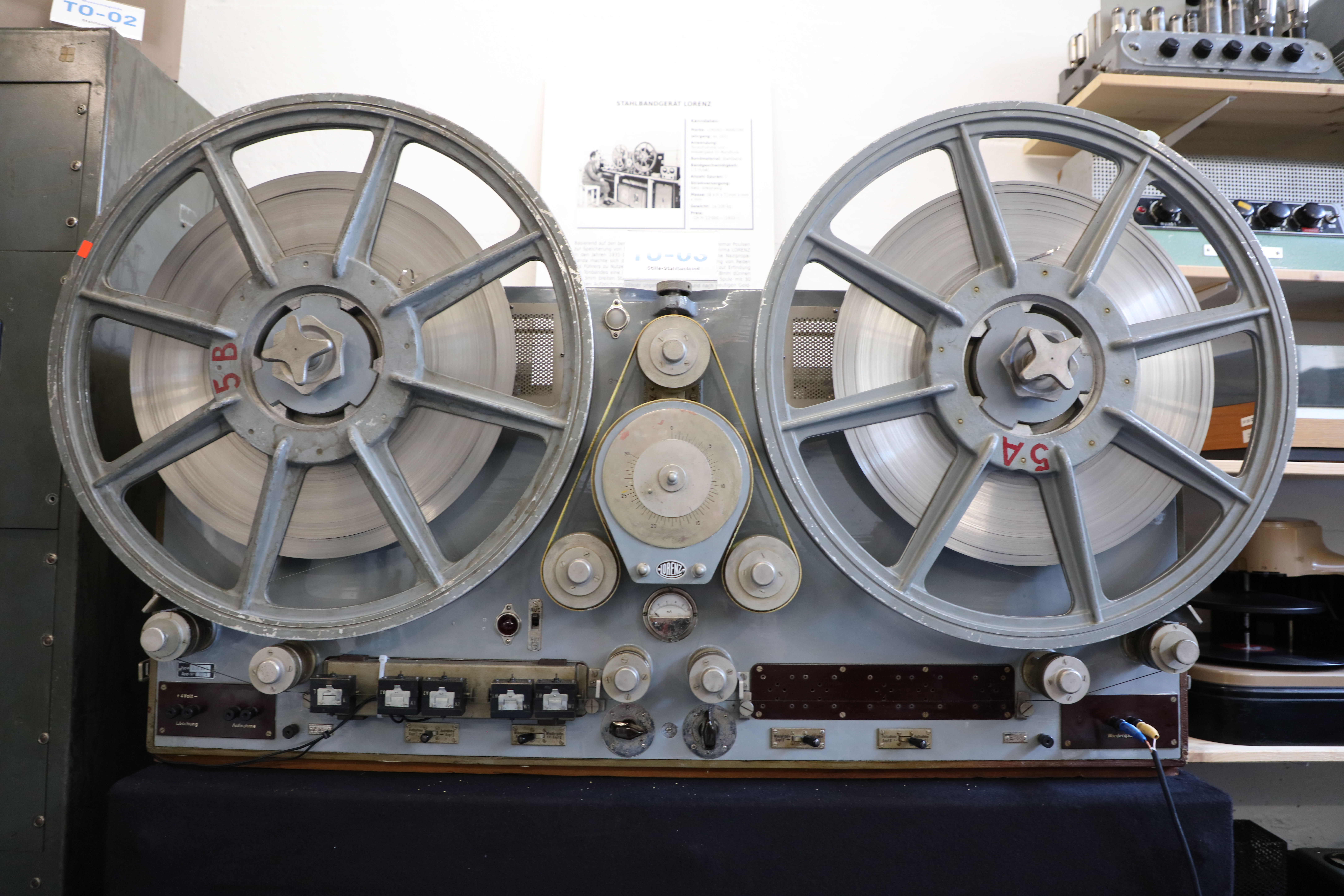
Tonaufzeichnung Stahlton-Bandmaschine
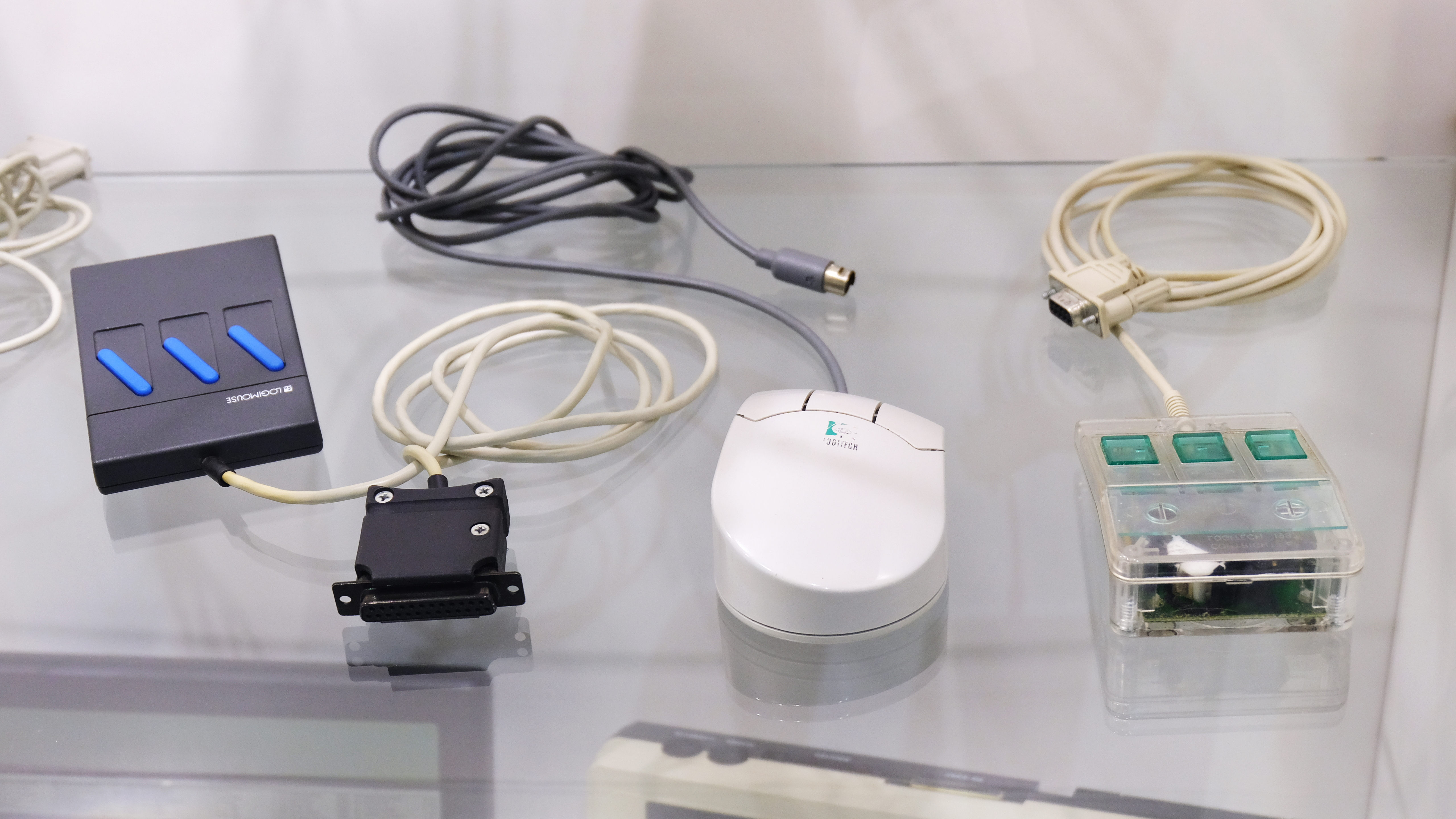
Logitech-Mäuse, links 1983, rechts 1988, Mitte Nachfolger
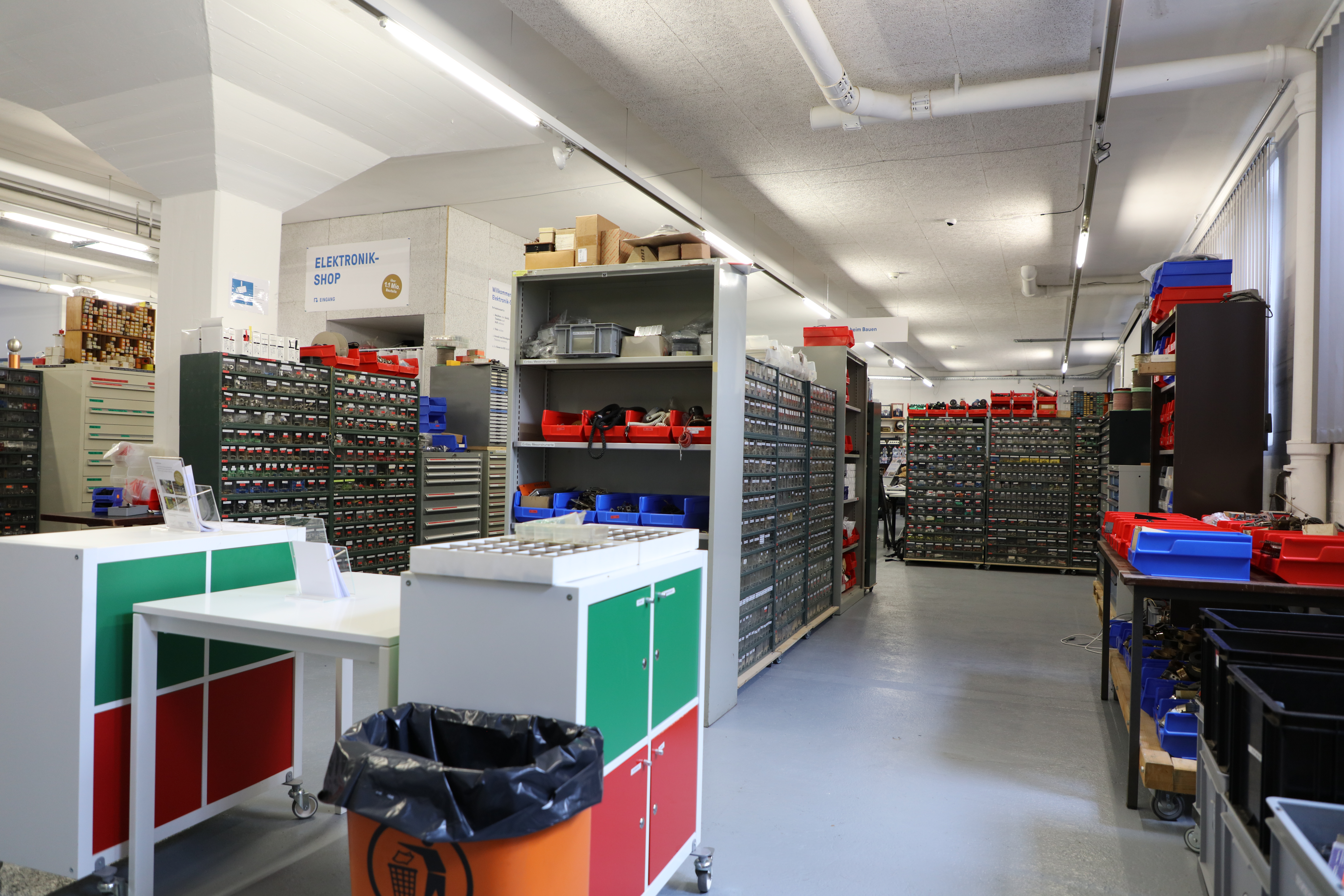
Museumsinterner Elektronik-Shop mit über 1 Mio. Bauteilen

## Veranstaltungen

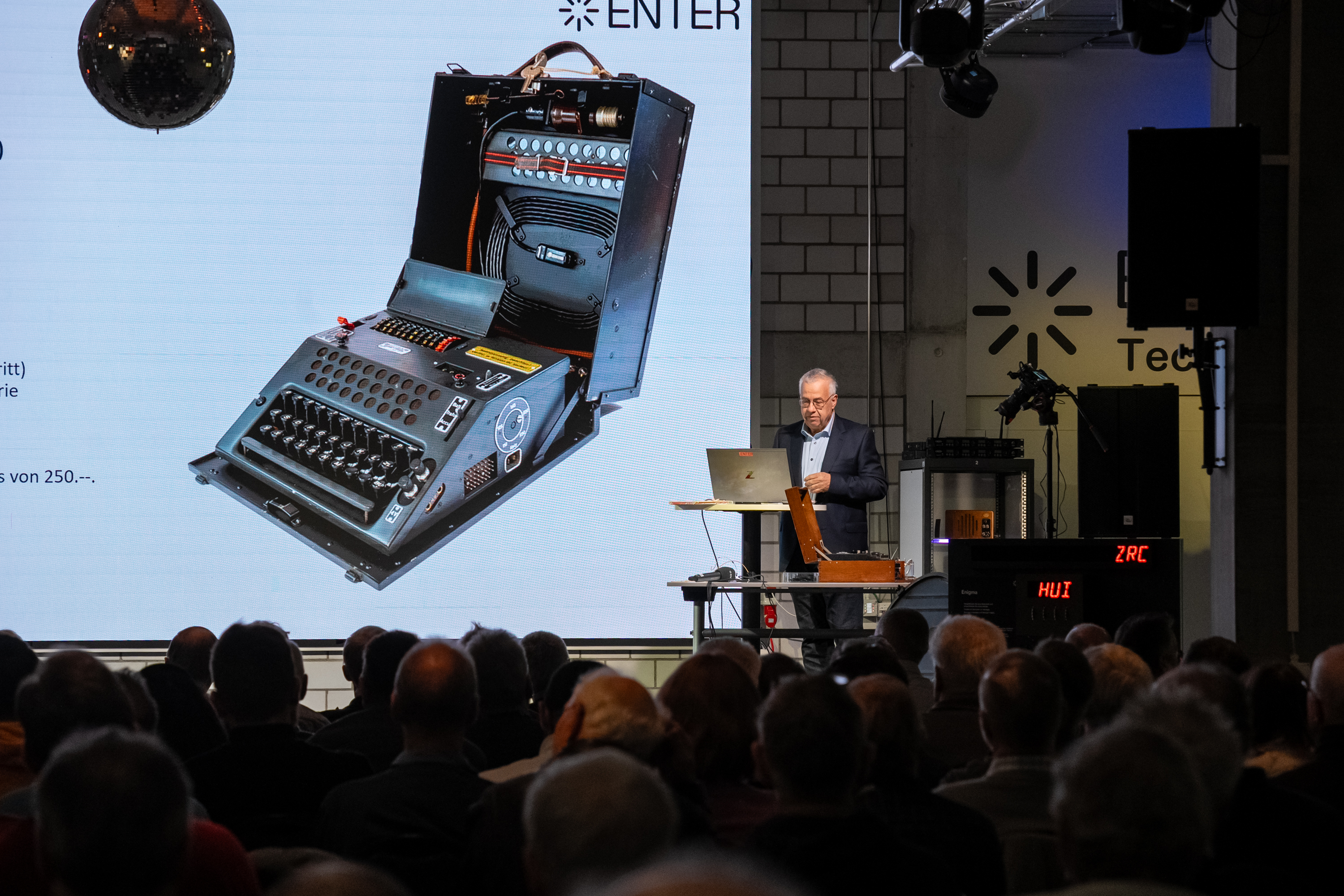
Enigma Day in der Enter Technikwelt, 22. Februar 2025, Redner Felix Kunz, Präsident Stiftung Enter

Durch die Technikwelt Enter werden Konferenzen organisiert, welche in einem Zusammenhang mit der Sammlung stehen. So fand z. B. im Februar 2025 der Zuse Day zur Geschichte und Restaurierung der Computer von Konrad Zuse sowie der Enigma Day statt, an dem die Kryptographie und die Geschichte der Chiffriergeräte im Zentrum standen. Oder es gibt Treffen mit Bezug zu den ausgestellten Autos.
Zudem finden auch weitere Veranstaltungen statt, z. B. die SoloCon, eine Fan-Convention mit zahlreichen verkleideten Cosplayern, welche Figuren aus einem Manga, Anime, Film, Videospiel oder anderen Medien darstellen.